# Christian Baum
Christian Baum (Arbor) (* 1580 in Marienberg; † 16. Mai 1626 an der Pest in Herborn) war ein deutscher Theologe und Lehrer.
Ab 1590 war er auf einem Pädagogium in Herborn, 1598 folgte ein Studium an der Herborner Hohen Schule. Er wurde Lehrer in Butzbach und ab 1604 am Pädagogium in Herborn. Er ging bei dessen Verlegung mit nach Siegen und wurde nach der Rückverlegung 1610 Präzeptor der 1. Klasse und Pädagogearch als Nachfolger Johann Heinrich Alsteds. Seine Witwe Anna Baum, geb. Corvin, wurde 1629 als Hexe angeklagt und enthauptet.